# Iraks damlandslag i volleyboll
Iraks damlandslag i volleyboll representerar Irak i volleyboll på damsidan. Laget kom fyra i WAVA-mästerskapen 2022.